# Campionato francese di tennis 1911
Il Campionato francese di tennis 1911 (conosciuto oggi come Open di Francia o Roland Garros) è stato la 21ª edizione del Campionato francese di tennis, riservato ai tennisti francesi o residenti in Francia. Si è svolto sui campi in terra rossa del Racing Club de France (Bois de Boulogne) di Parigi in Francia.
Il singolare maschile è stato vinto da André Gobert, che si è imposto su Maurice Germot. Il singolare femminile è stato vinto da Jeanne Matthey, che ha battuto Marguerite Broquedis. Nel doppio maschile si sono imposti Max Décugis e Maurice Germot. Nel doppio femminile hanno trionfato Jeanne Matthey e Daisy Speranza. Nel doppio misto la vittoria è andata a Marguerite Broquedis in coppia con André Gobert.

## Seniors

### Singolare maschile
André Gobert ha battuto in finale  Maurice Germot con il punteggio di 6–1, 8–6, 7–5.

### Singolare femminile
Jeanne Matthey ha battuto in finale  Marguerite Broquedis con il punteggio di 6–2, 7–5.

### Doppio maschile
Max Décugis /  Maurice Germot hanno battuto in finale  André Gobert /  William Laurentz con il punteggio di 6–3, 6–4, 7–5.

### Doppio femminile
Jeanne Matthey /  Daisy Speranza hanno battuto in finale  Marguerite Broquedis /  Germaine Regnier con il punteggio di 5–7, 6–1, 6–0.

### Doppio misto
Marguerite Broquedis /  André Gobert hanno battuto in finale  M. Meny /  É. Mény de Marangue con il punteggio di 6–4, 6–3.